# Salpingogaster bicolor
Salpingogaster bicolor är en tvåvingeart som beskrevs av Sack 1920. Salpingogaster bicolor ingår i släktet Salpingogaster och familjen blomflugor.
Artens utbredningsområde är Bolivia. Inga underarter finns listade i Catalogue of Life.